# 白衣律院
白衣律院原称白衣庵，因供奉白衣大士观世音而得名，位於安徽省亳州市，中国著名佛寺之一。历史上是附近各地僧侣受戒之所。寺院讲经说法传戒律宗，十方信众、游客观光朝拜，四方僧侣游方挂单。匾额“白衣律院”为清代书法家邓石如手书。